# Катастрофа Ан-2 в Пителино
Катастрофа Ан-2 в Пителино — авиационная катастрофа, произошедшая в субботу 27 июля 1974 года у села Пителино Рязанской области с учебным самолётом Ан-2ТП, в результате которой погибли 3 человека.

## Катастрофа
Ан-2ТП с бортовым номером CCCP-35029 (заводской — 1G109-35) Сасовского лётного училища гражданской авиации выполнял ночной тренировочный полёт, в ходе которого инструктор И. И. Поляков и курсанты С. Уткин и В. Мальцев отрабатывали виражи с креном 15°. Пилотировали самолёт при этом курсанты. В ходе одного из таких виражей триммеры руля высоты самопроизвольно переложились на кабрирование на максимальный угол. Инструктор не успел исправить данную ситуацию, так как был либо не пристёгнут, либо дремал, а у курсантов не хватило опыта.  От возникшего манёвра Ан-2 потерял управление и вошёл в штопор, после чего врезался в колхозное поле поблизости от зернохранилища. Все три человека на его борту погибли.